# Gyroneuron testaceator
Gyroneuron testaceator är en stekelart som beskrevs av Watanabe 1934. Gyroneuron testaceator ingår i släktet Gyroneuron och familjen bracksteklar. Inga underarter finns listade i Catalogue of Life.